# Menningen (Meßkirch)

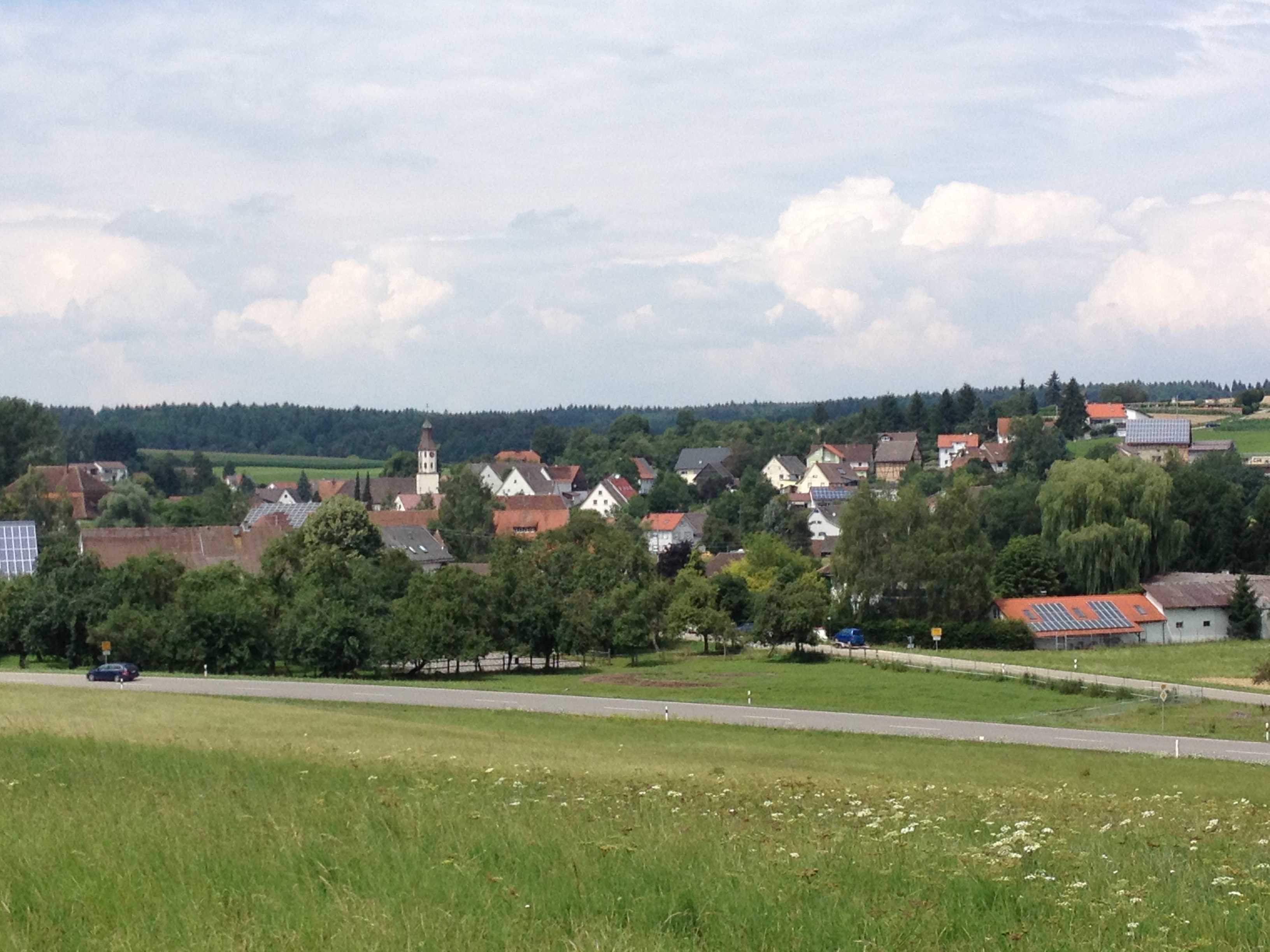
Südansicht von Menningen (2014)

Das Dorf Menningen ist ein Teilort der Stadt Meßkirch im baden-württembergischen Landkreis Sigmaringen in Deutschland.

## Geographie

### Geographische Lage
Menningen liegt etwa vier Kilometer östlich der Kernstadt bei rund 600 Meter über Normalhöhennull im Tal der Ablach. Die Ablach trennt die ursprünglich zwei Dörfer. Der größere Ort Menningen mit der St. Johannes-Kirche, dem Friedhof und der ehemaligen Schule (heute Gemeindesaal) liegt nördlich der Ablach, Leitishofen südlich. In Menningen mündet der durch die „Hofstatt“ fließende Talbach in die Ablach. Die Gemarkungsfläche umfasst rund 916 Hektar (Stand: 31. Dezember 2010).

### Gemeindegliederung
Zu Menningen gehört der unmittelbar angrenzende Weiler Leitishofen, ehemals Leutishofen (1564–1567), Liutinshoven (1265), Liutishoven, Lutishoven und Luthenshoven (1271).

## Geschichte
Über den Zeitpunkt der ersten Ansiedlungen herrscht Unklarheit. Die Besiedlung dürfte um die Jahre 700 bis 400 v. Chr. gewesen sein, als die Kelten ins heutige Süddeutschland vorgedrungen sind. Grabhügel in Leitishofen, die aus der Hallstattzeit stammen, sind die ersten Spuren aus der Frühzeit. Menningen liegt an siedlungstopographisch günstigster Stelle im Ablachtal und dürfte als Siedlung der alemannischen Landnahme um 300 n. Chr. entstanden sein. Dafür spricht, dass alle Ortschaften, deren Namen auf -ingen (Das alte Wort für „Verwandte“ ist „Ingen“) enden, auf Siedlungen von Alemannen zurückgehen. Spätere Ausbausiedlungen des 8. bis 10. Jahrhunderts sind die -hausen-, -hofen-, -stetten-Namen, so auch Leitishofen.
Ob Leitishofen mit „Leidighofen“ (Leidigkofen, Leidinehoven, Ledinehouin, Lethdenchoven oder Lediuchoufn) gleichzusetzen ist, ist noch unbelegt.
Das alte Salemer Urkundenbuch der Zisterzienser nennt Menningen im Jahr 1175 das erste Mal. Die Rede ist hierin von zwei germanischen Rittern Gernot und Berthold von Menningen. 1241 ist ein Ritter von Leitishofen erwähnt, der als Zeuge zu einem Gutskauf zugegen war. Im Jahre 1348 wurde Menningen (Burg und Dorf) und Leitishofen an Ritter Berthold von Rohrdorf und bereits 1354 an Werner von Zimmern verkauft. Die Herren von Zimmern hatten für das Doppeldorf Menningen-Leitishofen die Oberhoheit. Nach dem Aussterben des Geschlechtes der Zimmern und der Heirat von Johanna Eleonora von Zimmern mit Graf Wartislaus von Fürstenberg, ging alles an die Fürstenberger über.
Das Kloster Wald hatte im 14. Jahrhundert auf Leitishofer Gemarkung Besitzungen.

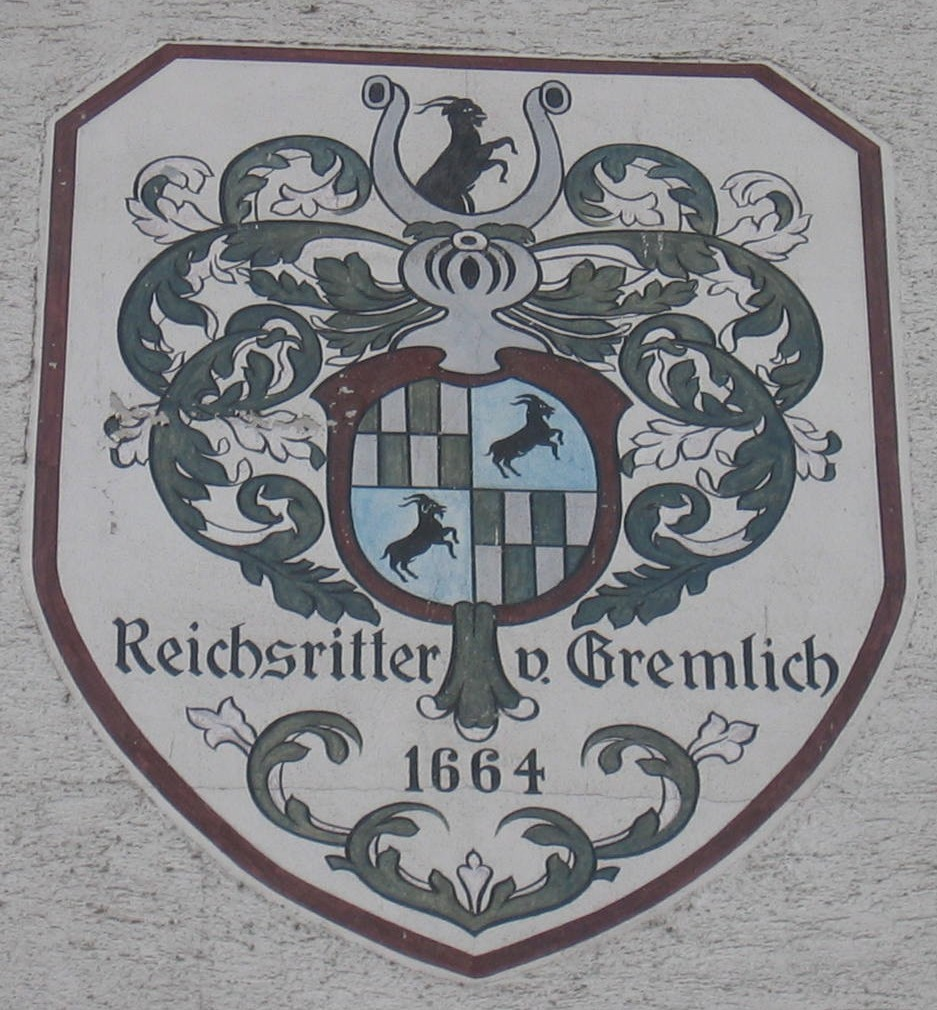

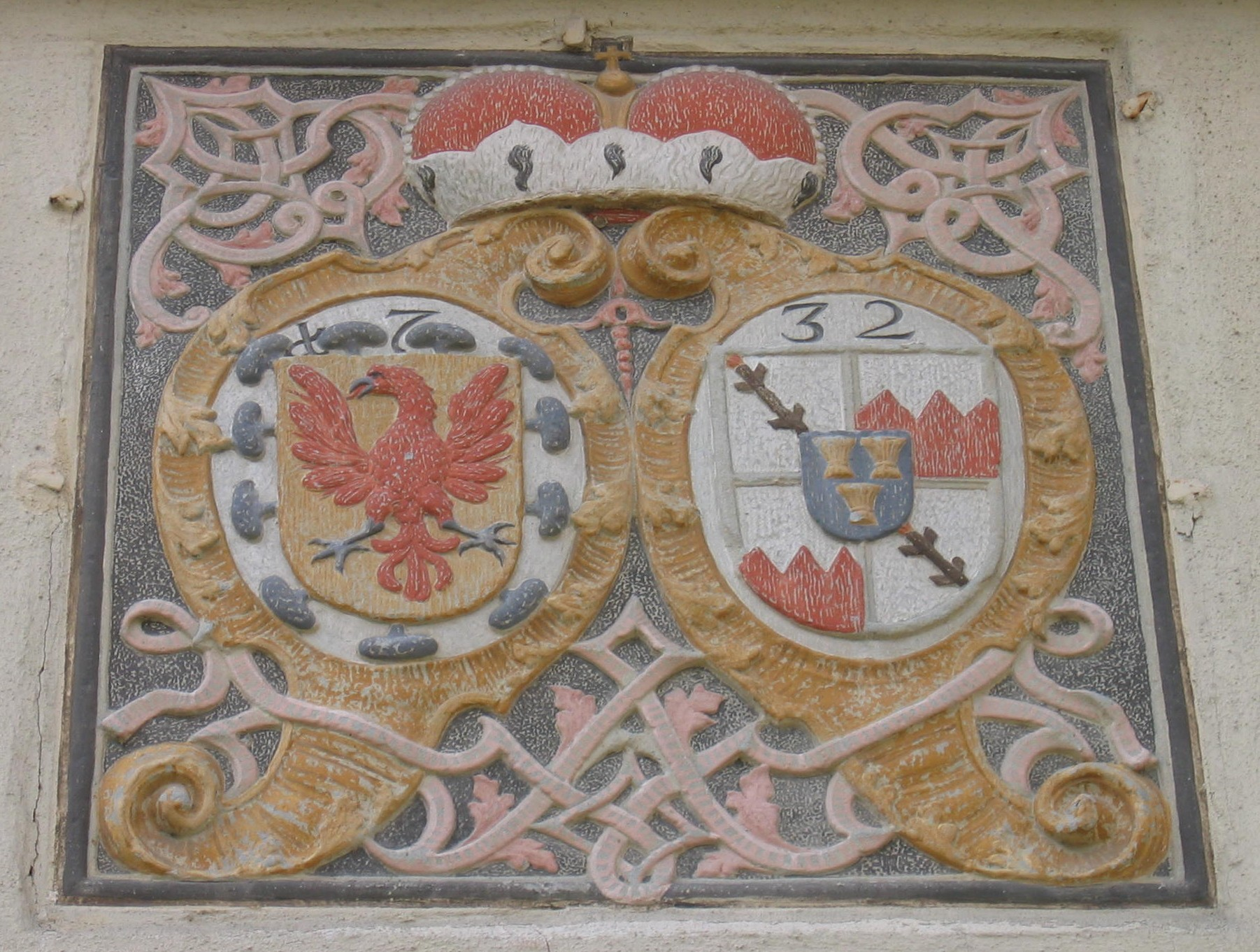

Einen großen Einfluss und besondere Bedeutung hatte zwischenzeitlich die Herrschaft der Gremlich. Die Gremlich waren eines der vier bürgerlichen Patriziergeschlechter des Heiligen Römischen Reiches deutscher Nation. Erstmals sind die Gremlich 1216 in Pfullendorf erwähnt, wo sie bis 1587 eine Amtmannsstelle innehatten. Die Reichsritter von Gremlich sind seit 1391 als Ortsherren von Menningen und Leitishofen nachgewiesen. Sie unterstanden als Lehenträger den Herren von Zimmern in Meßkirch und nach deren Aussterben 1594 der Herrschaft von Fürstenberg.
Sitz der Gremlich war eine zwischen Menningen und Leitishofen stehende Wasserburg, das „Wasserschloss Menningen“, dem heutigen Pfarrhaus von Menningen. Das Verhältnis der Gremlich zu den Zimmern war freundschaftlich und des Öfteren wohnten sie als Gäste in der Burg. Weitere Zweige der Familie blühten in Krauchenwies, Hasenweiler und Zußdorf. Seit dem 16. Jahrhundert übernahmen die Menninger Gremlich durch Heirat sogar Wappen und Namen der ausgestorbenen edelfreien Herren von Jungingen. So wird zum Beispiel ein Jakob Gremlich von Jungingen zu Menningen in einem Schreiben an Salem am 8. Juli 1580 genannt.
Die Linie des Geschlechts der Gremlich erlosch mit dem Tode von Johann Gremlich im Jahre 1664. In seinem Testament verfügte der gläubige Herr, dass er wie seine Vorfahren im Gotteshaus in Menningen unter dem Bogen des Chores seine letzte Ruhestätte finden wolle. Nach dem Tod fiel die kleine Ritterherrschaft Menningen 1664 zurück an die Herrschaft Meßkirch.
Die beiden Wappenbilder der Gremlich mit dem silbernen Feld und dem aufgerichteten schwarzen Steinbock erinnern heute noch in der Pfarrkirche an das Geschlecht der Gremlich, die über Jahrhunderte das Dorf prägten. Im Gemeindesiegel, wie auch in den Wappen der Menninger Vereine wird der Steinbock, das Wappentier der Gremlich, gezeigt und mit Stolz auf der Vereinskleidung getragen.
Menningen hatte im Mittelalter durch die verschiedenen Herrschaften im Wasserschloss und auch nach dem Aussterben der Reichsritter Gremlich 1664 einen besonderen Anziehungspunkt als Marktflecken bis um das Jahr 1792.
Menningen mit Leitishofen kam 1806 mit dem fürstlich-fürstenbergischen Oberamt Meßkirch zum badischen Amtsbezirk Meßkirch.
Doch gab es auch Streitereien zwischen den Menningern und den Nachbarn vom anderen Ablachufer, den Leitishofern. So spielten 1831 die Menninger ihre Macht aus und sperrten Wege für Auswärtige. Erst 1932 wurde der kleinere Ort Leitishofen mit Menningen zusammengeschlossen und die Stabhalterschaft in dem Ort wurde endgültig abgeschafft.
Am 22. Februar 1945 wurde bei einem Tieffliegerangriff bei Menningen der Faschistenführer Jacques Doriot in seinem Fahrzeug getötet.
Die Gemeindereform brachte es mit sich, dass Menningen nach dem Abschluss eines freiwilligen Eingliederungsvertrages am 1. Januar 1974 nach Meßkirch eingemeindet wurde. 2012 wohnten 456 Einwohner (232 weibl., 224 männl. [Stand: 31. Dez. 2012]) im Ort. Heutzutage schätzt man das Dorf auf rund 500 Einwohner.

### Name
Das heutige Dorf führte im Laufe der Jahrhunderte unter anderem folgende Namen: Menningen (1263), Man(n)ingen (1345), Man(n)ingin, Meningen und Menigen (1320).

## Religionen
Menningen ist vorwiegend römisch-katholisch geprägt.

## Politik
Derzeitiger Ortsvorsteher ist Tobias Schatz (Stand 2019).

### Wappen
Das Wappen, welches dem Wappen der ehemals selbstständigen Gemeinde Menningen ähnelt, zeigt in Silber einen rot bezungten schwarzen Steinbock.

### Partnerschaften
Seit 1978 unterhält Menningen einen partnerschaftlichen Austausch mit Menningen/Saar, einem Teilort der Stadt Merzig, der in der Größe und Struktur dem badischen Menningen ähnelt. Die Freundschaft entwuchs einer anfänglichen Beziehung der Sportvereine, die sich auf fast alle Vereine beider Orte ausweitete.

## Kultur und Sehenswürdigkeiten

### Bauwerke

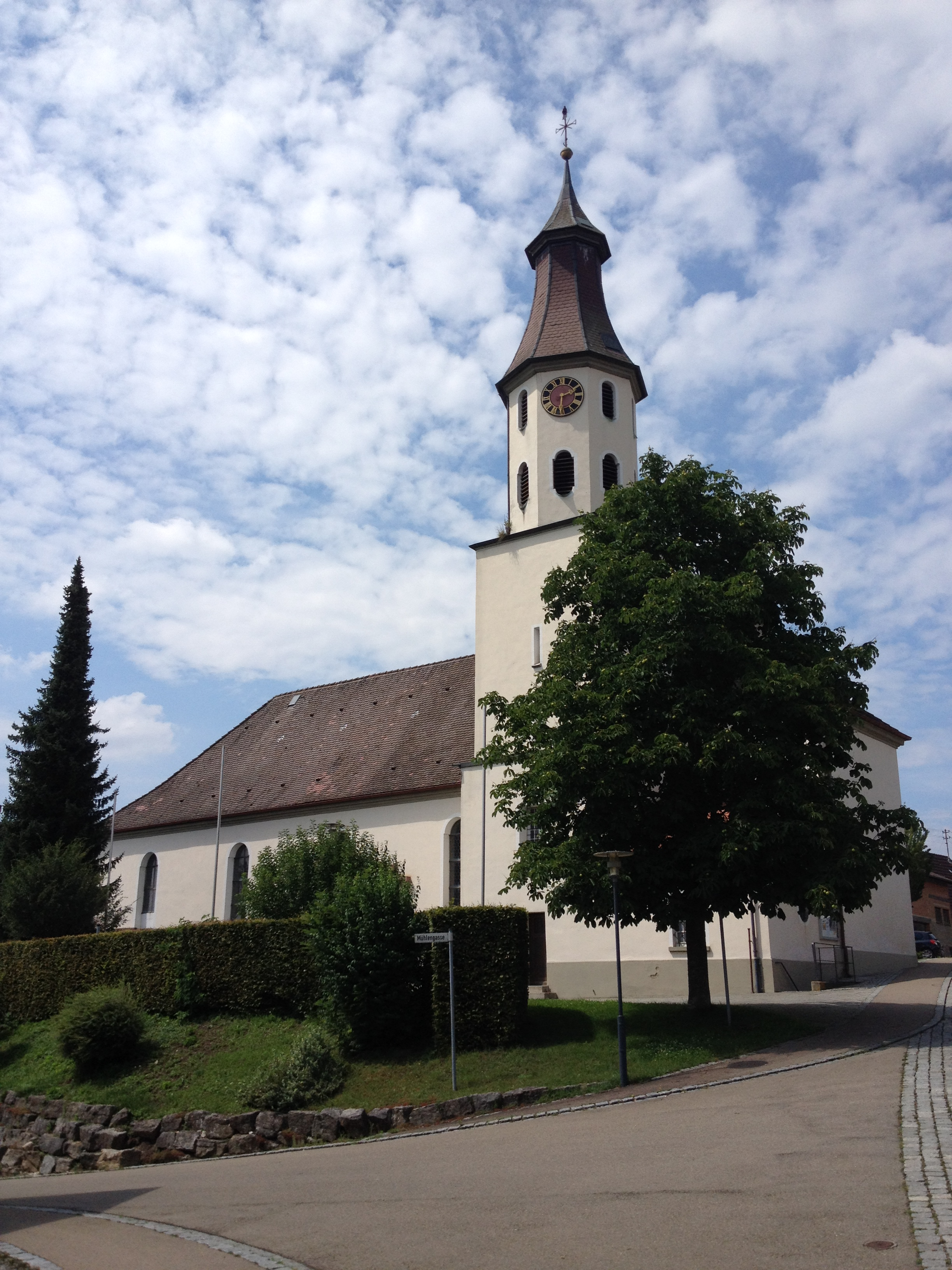
Katholische Pfarrkirche St. Johannes

- Wichtigste Sehenswürdigkeit in Menningen ist die Pfarrkirche St. Johannes, die sich seit der jüngsten Renovierung in neuem Glanz, wieder mit barocker Ausstattung, präsentiert. Der einstige Meßkircher Filialort wurde 1632 dank der Stiftungen des Ortsherrn Hans Gremlich zur eigenständigen Pfarrei, die allerdings inzwischen seit mehr als 30 Jahren nicht mehr besetzt ist. Der heutige Kirchenbau stammt von 1725 und ist ein Werk des Meßkircher Hofbaumeisters Johann Georg Brix. Ein anderer Meßkircher Künstler, der Barockmaler Jakob Lenz, fertigte die beiden Seitenaltarbilder, die den Tod des heiligen Joseph sowie die Marter des heiligen Sebastian darstellen. Die ebenfalls von Lenz gefertigten Deckengemälde sind 1882 einer historistischen Renovierung zum Opfer gefallen. Wertvolle Kunstwerke verdankt die Kirche den Herren von Gremlich: ein 1494 geschnitztes, spätgotisches Kruzifix, das 1650 entstandene und sehr beachtenswerte frühere Hochaltarbild mit der Heimsuchung Mariens oder zwei kunstvoll geschnitzte Totenschilde, die an die unter der Kirche bestatteten einstigen Ortsherren erinnern.[11] 2015 wurde der Kirchturm mit seinen fünf Kirchenglocken saniert. Die große Glocke mit der Jahreszahl 1565, die kleine Taufglocke aus dem 13. Jahrhundert und die Glocken aus den 1950er-Jahren wurden bei der Turmsanierung mit einem Holzglockenstuhl versehen.[12]
- Die Vierzehn-Nothelfer-Kapelle, im Volksmund „Käpelle“ genannt, thront auf einem Hügel nördlich von Menningen. Der heutige Bau der Vierzehn-Nothelfer-Kapelle stammt aus dem 19. Jahrhundert, der Ursprung der Kapelle verliert sich aber im Dunkel der Geschichte. Im März 2008 wurde – durch wahrscheinlich zu eng aufgestellte offene und brennende Kerzen – der Innenraum sehr stark mit Ruß überzogen, so dass eine Auffrischung mit Farbe notwendig war. Der neu hergerichteten Innenraum der Kapelle wurde im Juli 2008 bei der Hagelprozession neu gesegnet. Die Geschwister Anita & Alexandra Hofmann aus Igelswies lassen immer wieder Blumengebinde an der Stätte aufstellen.[13]

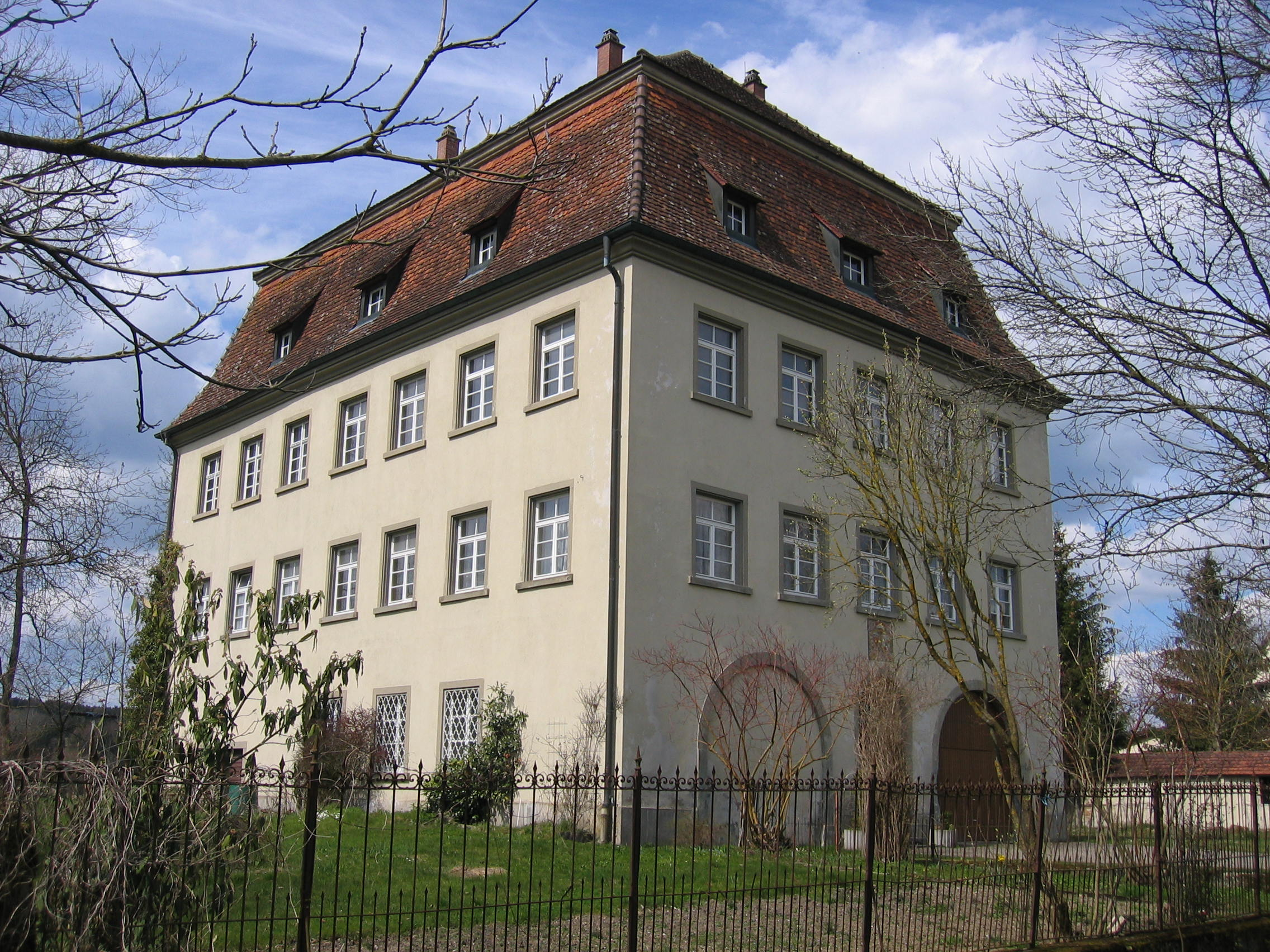
Das Wasserschloss Menningen – Aufnahme von Südosten

- Das herrschaftliche Wasserschloss Menningen geht zurück auf eine ältere Wasserburg. Als Sicherheit diente hier ein großer Wassergraben, der um das ganze Schloss angelegt war und von der nahe fließenden Ablach geflutet werden konnte. Ein Zugang war dann nur über eine Zugbrücke möglich. Fürst Froben Ferdinand von Fürstenberg ließ die alte Wasserburg 1732 in ein dreigeschossiges, barockes Schlösschen umbauen, das dem Meßkircher Hof fortan als Lust- und Jagdschloss diente. Nach dem Erlöschen der Meßkircher Residenz diente das Schloss noch einige Zeit als fürstenbergisches Forsthaus, ehe das Rittergut vom Fürstenhaus in Donaueschingen stückweise veräußert und 1852 schließlich auch das Schloss selbst als Pfarrhaus an die Kirchengemeinde verkauft wurde. Das Innere des Gebäudes beeindruckt vor allem durch die Großzügigkeit der Räumlichkeiten sowie durch den originalen barocken Dachstuhl. Das sanierungsbedürftige Baudenkmal stand seit 2002 leer und wurde 2020 an eine Privatperson verkauft.[11]
- Der Gasthof zum Adler in Leitishofen wurde zum ersten Mal 1423 als heiliger Lehenhof zum Unterhalt der Kirche in Menningen erwähnt und wird in der sechsten Generation von Familie Bücheler betrieben. Um 1800 wurde die Wirtschaft in Leitishofen der „Goldene Adler“ genannt.[14]
- Am Engelswieser Sträßle befindet sich das Grab des unbekannten Soldaten. Das Soldaten-Denkmal erinnert an die Schlacht bei Meßkirch am 5. Mai 1800, bei der nach 13-stündigem Kampf 7000 Gefallene zurückblieben.[11][15]

### Naturdenkmäler
Zu den natürlichen Sehenswürdigkeiten von Menningen zählen:

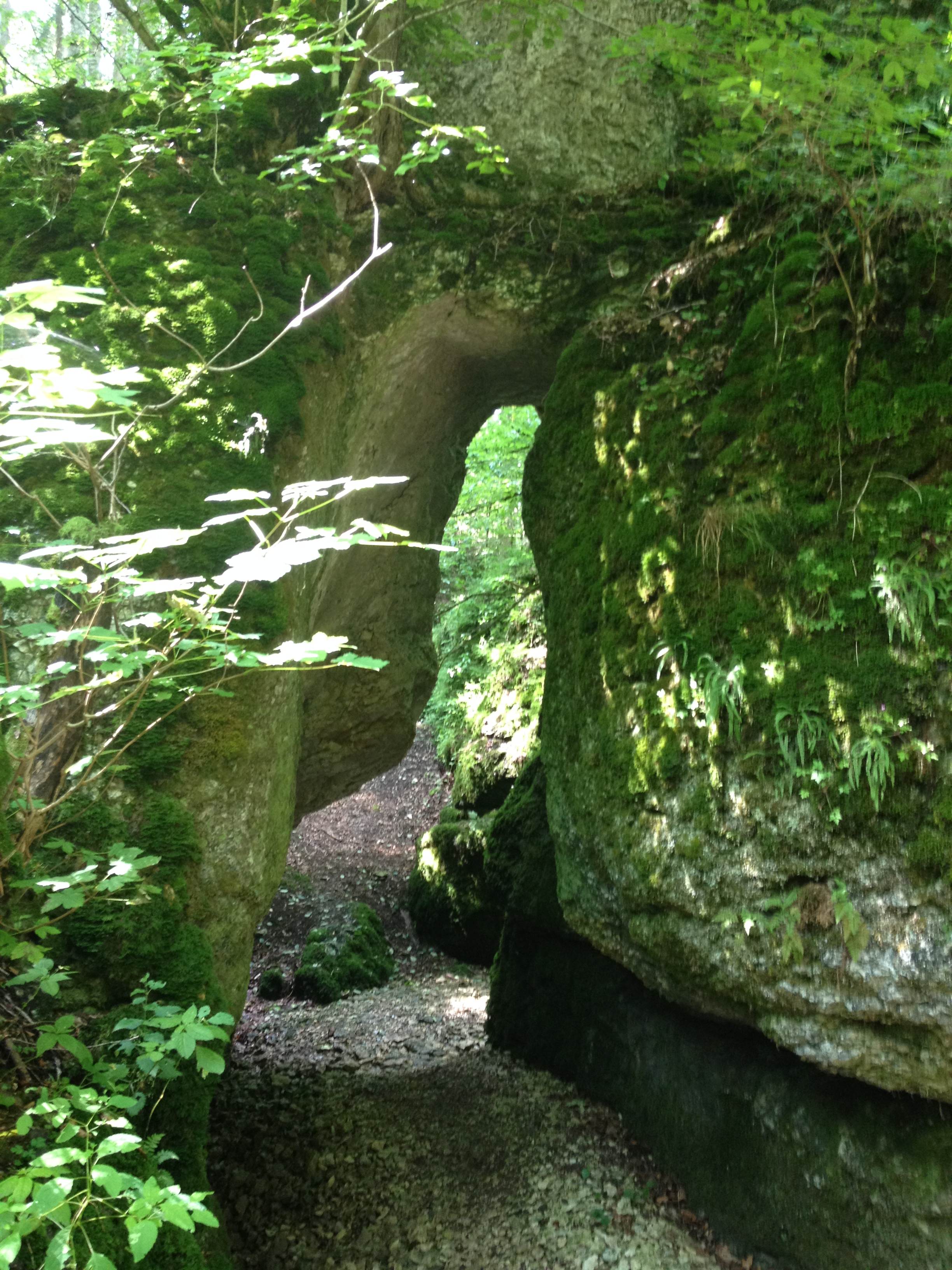
Naturbrücke im „Felsentäle“

- Das Naturdenkmal Felsentäle, siehe Steinrinne-Felsentäle, Höhlen & Bachversickerung
- Zwischen Menningen und Engelswies in den massigen Tithon-Kalken (ti1, Weißjura ζ3, Hangende Bankkalke) schuf das Wasser ausgedehnte Dolinenfelder. Die bis zu 50 Dolinen haben einen Durchmesser von bis zu 25 Metern und bis zu vier Metern Tiefe. 1500 Meter nordwestlich von Menningen öffnen sich am Grund einer gesicherten Doline mit acht Meter Durchmesser und sechs Metern Tiefe zwei Zugänge. Während der östliche Gang nach einigen Metern endet, führt der westliche Gang nach acht Metern Länge zum „Menninger Schacht“, ein vom Regierungsbezirk Tübingen unter dem Namen „Menninger Schachthöhle“ geschütztes Naturdenkmal.[17] Nach einem Schacht von 35 Meter Tiefe folgt auf einen Gang von 15 Meter ein weiterer 25 Meter tiefer Schacht und ein weiterer Kriechgang von 14 Meter. Die Höhle ist nur mit einschlägiger Erfahrung und Ausrüstung begehbar.

### Regelmäßige Veranstaltungen

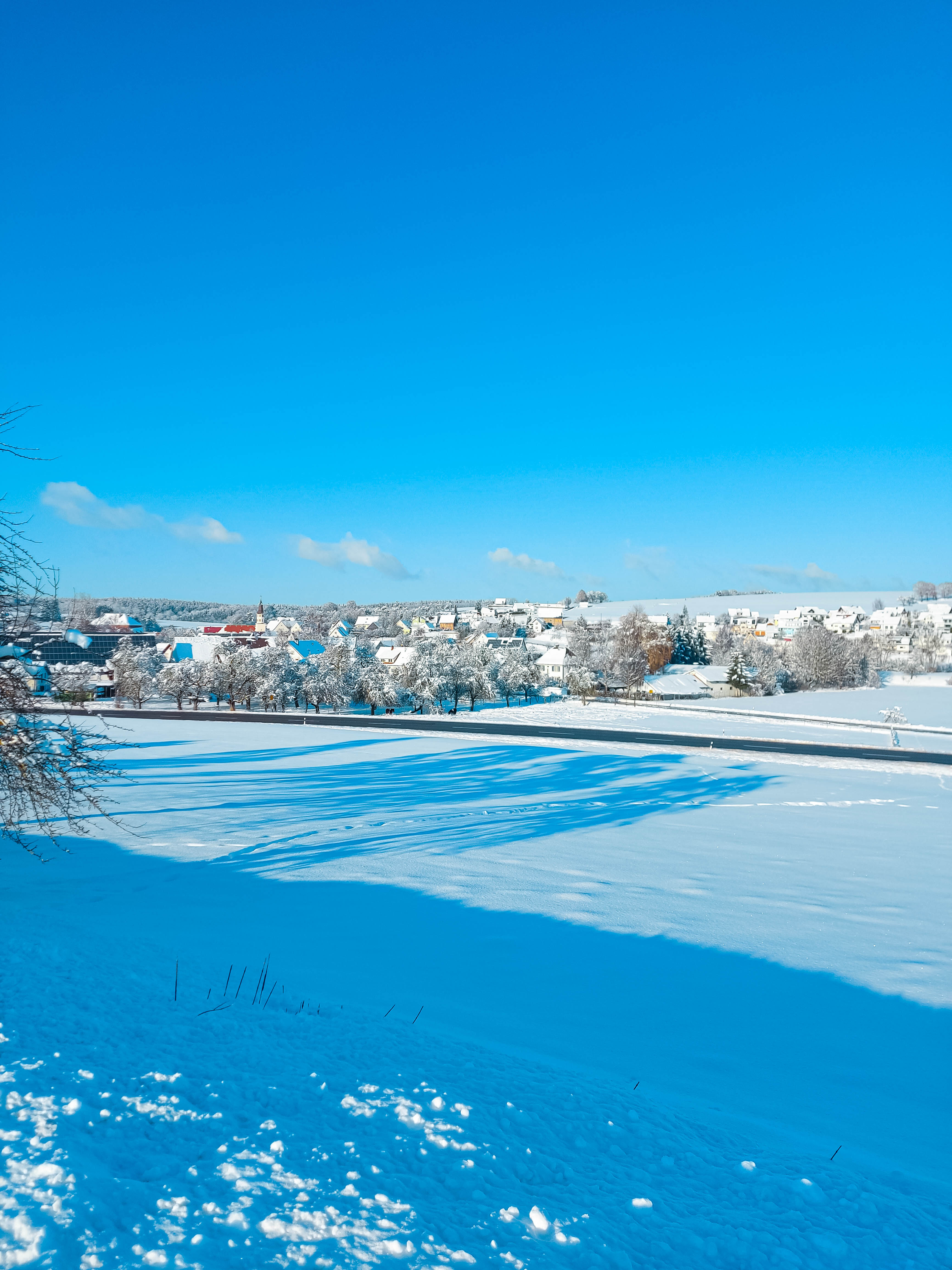
Menningen (2021)

- In der Fastnachtszeit ist das Dorfleben durch die Figuren der Fuchszunft Menningen geprägt: die Menninger Füchse, der Schwarze Fuchs, die kleinen Füchse, die Gausmates, das Zunftpräsidium, der Zeremonienmeister, der Narrenbüttel, der Standartenträger, die Fahnengruppe und der Narrebolizist. In dieser Zeit ist auch die Neckbezeichnung Schäke anzutreffen. Es ist nicht eindeutig geklärt, woher der Ausdruck stammt, mit dem sich die Menninger und Gögginger gegenseitig belegen. Das sei einfach ein abwertender Ausdruck für etwas Minderwertiges, mutmaßen die einen. „Schäken“ (abgeleitet vom französischen Jackett) sagt man in der Tat zu abgetragenen Kitteln und Jacken, wie sie die ärmeren Menninger früher getragen haben sollen – im Gegensatz zu den besser gekleideten, reicheren Göggingern. Schäken, so eine andere Version, heißt aber auch schräg, herablassend gucken. Man guckte einander also von oben herab geringschätzig an. Die Schäken aus Göggingen seien früher durch Menningen nach Meßkirch auf den Markt gegangen und hätten die Menninger ein bisschen herablassend „g'schäket“.[18]
- Das „Kirchenpatrozinium“ des heiligen Johannes des Täufers gibt seit Jahren den Anlass, sich nach dem Festgottesdienst auf dem Dorfplatz zu treffen und gemeinsam das „Dorfplatzfest“ zu feiern. In den vergangenen Jahren wurde der Erlös des Festes für innerörtliche Anschaffungen oder soziale Einrichtungen zur Verfügung gestellt. Aktuell findet das „Dorfplatzfest“ aber nicht mehr aktiv statt.
- Die Menninger Pfarrgemeinde hält traditionsgemäß jährlich die so genannte Hagelprozession ab. Die Prozession hat ihren Ursprung in den Jahren 1868[19] und 1906, als beim Kirchenpatroziniumsfest am 24. Juni ein Unwetter mit schwerem Hagelschlag über Menningen niederging, sehr großen Schaden auf den Fluren und den Gebäuden anrichtete und Armut hinterließ. Hagelkörner, die teilweise eine Größe von Hühnereiern hatten, zerschlugen alle Dächer und Fenster. Der wolkenbruchartige Regen, der einsetzte, überschwemmte das ganze Dorf, die Felder und Fluren. Aus dieser Not heraus gaben die Menninger ein Versprechen, jedes Jahr vor der Erntezeit eine Bittprozession zu dem 1907 von der Gemeinde erstellten so genannten Hagelkreuz in der Hofstatt am Engelswieser Weg zu machen. Anschließend wird eine Eucharistiefeier bei der Vierzehn-Nothelfer-Kapelle unter freiem Himmel abgehalten.[20][21]
- Dreitägiges Schuppenfest von der Musikkapelle Menningen im Menninger „Schuppen“. Das Schuppenfest findet jährlich statt.

## Wirtschaft und Infrastruktur

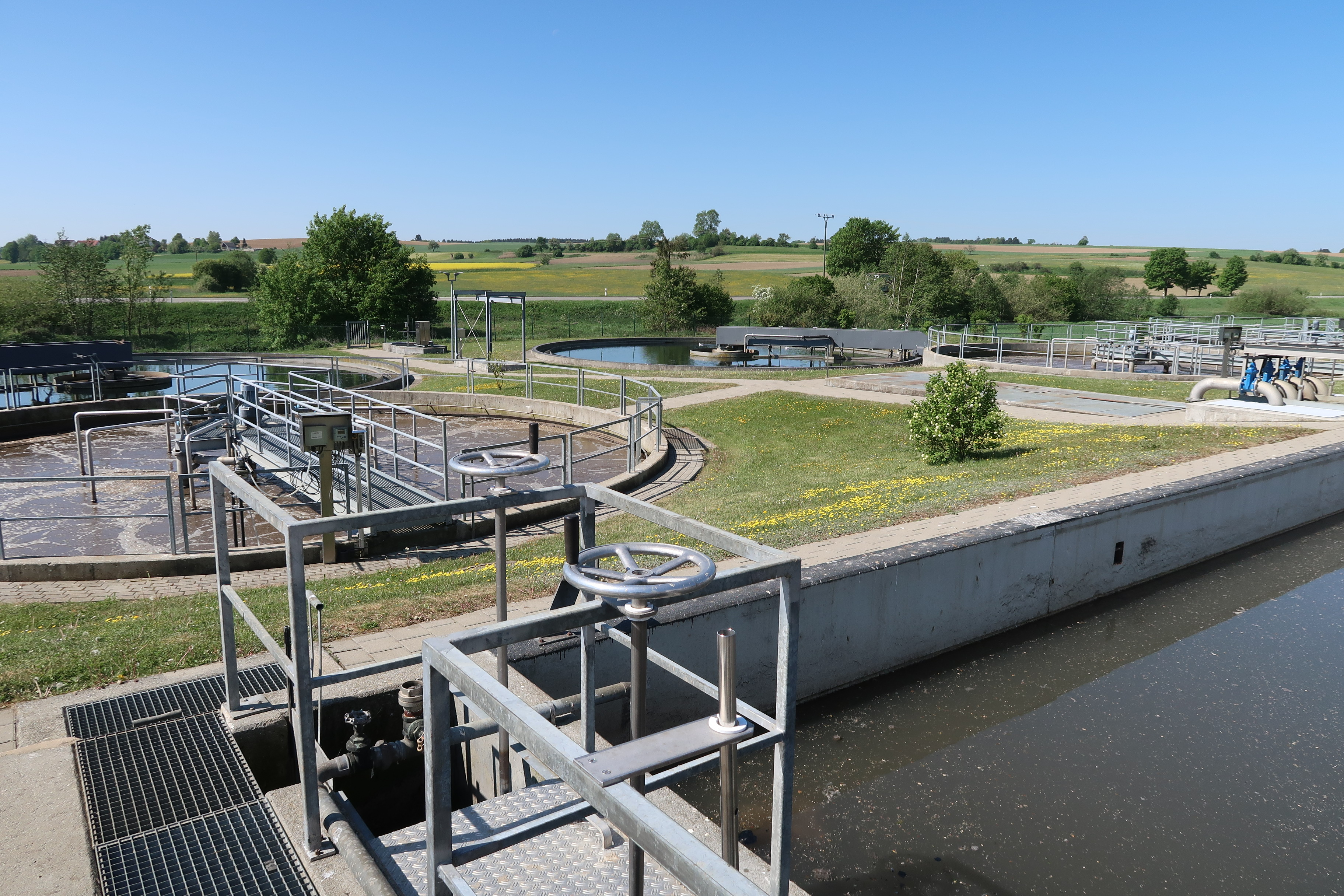
Kläranlage, Riedweg 4

### Verkehr

#### Straße
Um 1770 wurde die erste Fernverbindung Ulm-Freiburg, die heutige Bundesstraße 311, die durch Leitishofen führt, gebaut.

#### Bahn
An den Schienenverkehr wurde das Doppeldorf Menningen-Leitishofen im Jahr 1875 mit der Bahnstrecke Radolfzell–Mengen angeschlossen. Die Bahnlinie verläuft parallel, rechts der Ablach auf Leitishofer Gebiet. Die Bahnstation Menningen-Leitishofen lag südlich der Ablach. Im Jahre 1969 wurde zunächst der Personenverkehr auf der sogenannten Hegau-Ablachtal-Bahn eingestellt, dem aus wirtschaftlichen Gründen auch die Einstellung des Güterverkehrs folgte. 2021 wurde die Strecke als Freizeitbahn unter dem Namen Biberbahn reaktiviert, an Wochenenden gibt es drei Mal täglich Fahrten, hierfür wurde in Menningen ein neuer Bahnsteig errichtet.

### Ansässige Unternehmen
Das heutige Dorf Menningen hatte über viele Jahrhunderte bäuerliche Struktur. Der Strukturwandel verstärkte sich in den 1970er und 1980er Jahren, als sich das Dorf mehr zum Wohnort entwickelte und sich infrastrukturelle Veränderungen im Bereich der Landwirtschaft ergaben. 2005 wurde das 14 Hektar große Gewerbegebiet nördlich der Bundesstraße 311 bei Leitishofen für 1,3 Millionen Euro in einem ersten Abschnitt erschlossen. Heute finden sich dort mehrere Firmen, die dort ihren Sitz, eine Halle oder ein Zentrum haben. Aktuell sind dies Fecht, die Deutsche Post, Bix, die ZG und weitere Unternehmen. Weitere Bauabschnitte sind weiterhin notwendig.

## Persönlichkeiten

### Ehrenbürger
- Josef Binder, von 1924 bis 1931 Gemeinderechner der damals noch selbstständigen Gemeinde Leitishofen, später Bürgermeister von Menningen-Leitishofen

## Anmerkung
1. ↑  Gemarkungsfläche 9.164.044 m²